# Уиллоу-Гров (станция авиации ВМС США)
Уиллоу-Гров (станция авиации/объединенный резервный центр ВМС США) (англ. Naval Air Station/Joint Reserve Base, Willow Grove ) (ИАТА: NXX, ИКАО: KNXX) — начала существование в 1926 году, когда Гаролд Фредерик Питкэйрн (англ. Harold Frederick Pitcairn) построил ангар и взлётно-посадочную полосу в городе Уиллоу-Гров, штат Пенсильвания.
С 1926 по 1942 год он использовал аэродром для разработки, постройки и испытания большого количества самолётов, включая «Мэилуинг» (англ. Mailwing), который был принят на службу почтовым сервисом Соединенных Штатов.
После начала Второй мировой войны правительство США выкупило землю и начало на станции секретную программу по борьбе с подводными лодками.
После войны база превратилась в резервную станцию обучения, с этой целью используется до сих пор. Для совместных усилий по вербовке рекрутов каждый год база проводит одно из крупнейших авиашоу на восточном побережье США.
В данный момент на Уиллоу-Гров базируются: 111-й истребительный авиаполк, 49-я авианосная группа морской пехоты и эскадрильи поддержки флота ВМС 52 и 64.

## Закрытие базы
28 мая 2006 года комиссия по «Перемещению и Сокращению Военных Объектов» (англ. Base Realignment and Closure) посоветовала закрыть базу. Это решение может быть опровергнуто президентом США и конгрессом. В 2011 году база закрыта.